# Weislingen
Weislingen is een gemeente in het Franse departement Bas-Rhin in de regio Grand Est en maakt deel uit van het arrondissement Saverne. De gemeente telde 545 inwoners op 1 januari 2022.

## Geschiedenis
Weislingen maakte deel uit van het kanton Drulingen tot het op 22 maart 2015 werd opgeheven en de gemeenten werden opgenomen in het op die dag gevormde kanton Ingwiller.

## Geografie
De oppervlakte van Weislingen bedraagt 7,01 vierkante kilometer; Op 1 januari 2022 was de bevolkingsdichtheid 77,7 inwoners per km².
De onderstaande kaart toont de ligging van Weislingen met de belangrijkste infrastructuur en aangrenzende gemeenten.

## Demografie
Onderstaande figuur toont het verloop van het inwonertal.